# Pleopeltis laciniata
Pleopeltis laciniata là một loài thực vật có mạch trong họ Polypodiaceae. Loài này được (Stolze) M. Kessler & A.R. Sm. miêu tả khoa học đầu tiên.